# Augustin Dornblüth
Augustin (Josef Anton Sebastian) Dornblüth OSB (* 13. August 1691 in Gengenbach; † 26. Oktober oder 26. November 1775 in Ettenheimmünster) war ein Benediktinermönch und Gelehrter aus Gengenbach, der vor allem durch seine Schriften im barocken Sprachenstreit bekannt wurde. Er war ein vehementer Gegner der hochdeutschen Sprache nach Vorschlag von Johann Christoph Gottsched.

## Leben
Augustin Dornblüth wurde unter dem Namen Josef Anton Sebastian am 13. August 1691 in Gengenbach in der Ortenau als Sohn des Schultheißen Georg Friedrich Dornblüth und der Maria Ursula Schmidt geboren. Er trat später unter dem Ordensnamen Augustin in die dortige Benediktinerabtei ein. Aus dem Jahr 1711 ist bekannt, dass er zu weiterer Ausbildung gemeinsam mit dem späteren Abt des Klosters Gengenbach, Pater Paulus Seeger, in die Abtei Sankt Blasien im Schwarzwald geschickt wurde. Seine linguistischen Schriften entstanden in Reaktion auf die 1748 in Leipzig herausgebrachte „Grundlegung einer deutschen Sprachkunst“ von Johann Christoph Gottsched. Am  17. Mai 1740 wurde er einstimmig als Nachfolger des in Wien verstorbenen Johann Baptist Eck zum Abt der Benediktinerabtei Ettenheimmünster erwählt, die er bis zu seinem Tod im Jahre 1775 leitete. Er wurde in der Gruft der Klosterkirche beigesetzt.

## Rolle im barocken Sprachenstreit
Augustin Dornblüth trat als vehementer Gegner von Johann Christoph Gottsched auf und kritisierte dessen Form einer hochdeutschen Schriftsprache. Zu dieser Zeit gab es noch keine überregionale hochdeutsche Schriftnorm und verschiedene Gelehrte brachten jeweils unterschiedliche Vorschläge in die Diskussion ein. Augustin Dornblüth vertrat eine Variante, die auch auf die regionalen Sprechgewohnheiten im südlichen deutschsprachigen Raum eingehen sollte und verurteilte das ostmitteldeutsche Meißnerdeutsch scharf. Er stand in der Tradition der oberdeutschen Literatursprache, die seit dem späten 17. Jahrhundert entstanden war und sich an dem kaiserlichen bzw. kurfürstlich-bayerischen Kanzleistil in Wien, Prag und München orientierte.
Der Sprachenstreit war jedoch auch durch konfessionelle Konflikte aufgeladen und vor allem von Germanisten des 19. Jahrhunderts wurde Dornblüth als katholischer Fanatiker hingestellt. Die oberdeutsche Literatursprache, die vor allem durch das Betreiben katholischer Geistlicher entstanden war, wurde als Jesuitendeutsch bezeichnet und konnte sich auch schlussendlich nicht gegen das Gottsched’sche Deutsch durchsetzen.
Das bekannteste Werk Dornblüths ist:
- Observationes oder Gründliche Anmerckungen über die Art und Weise eine gute Ubersetzung, besonders in die teutsche Sprach zu machen. Wobey die Fehler der bisherigen teutschen Ubersetzungen samt denen Ursachen solcher Fehleren, und daraus erfolgten Verkehrung der teutschen Sprach, aufrichtig entdeckt werden. Nebst einer zu disem Vorhaben unentpärlichen Critic über Herrn Gottschedens sogenannte Redekunst, und teutsche Grammatic, oder (wie er sie nennt) Grundlegung zur teutschen Sprache. Aus patriotischem Eyfer zur Verhütung fernerer Verkehrung und Schändung der ausländischen Bücheren, ans Tagliecht gegeben von R. P. Augustino Dornblüth (Augsburg, 1755),[7]

das in zweiter Auflage erschien als
- Herrn Augustin Dornblüths P. i. G. gründliche Anmerkungen über die Art und Weise eine gute Uebersetzung besonders in die deutsche Sprache zu machen. Wobey die Fehler der bisherigen deutschen Uebersetzungen samt den Ursachen solcher Fehler, und daraus erfolgten Verkehrung der deutschen Sprache aufrichtig entdeckt werden. Nebst einer Critik über Herrn Gottschedens sogenannte Redekunst, und deutsche Grammatik, oder Grundlegung zur deutschen Sprache (Augsburg und Leipzig, 1768).

Reaktionen auf Augustin Dornblüth sind sowohl von Gottsched persönlich überliefert, der ihm vorwarf eine veraltete „altfränkische“ Hofsprache zu verwenden, als auch vom schwäbischen Prediger und Schriftsteller Sebastian Sailer, dem wiederum Dornblüths Vorschlag zu weit weg vom lokalen schwäbischen Dialekt war.